# Verchères (district électoral du Canada-Uni)
Pour les articles homonymes, voir Verchères (homonymie).
Circonscription électorale provinciale du Canada
Verchères est un district électoral de l'Assemblée législative de la province du Canada.

## Liste des députés
| Années | Années      | Député                        | Affiliation                     |
| ------ | ----------- | ----------------------------- | ------------------------------- |
|        | 1841 - 1841 | Henri Desrivières             | Canadien-français antiunioniste |
|        | 1841 - 1844 | James Leslie                  | Canadien-français               |
|        | 1844 - 1848 | James Leslie                  | Canadien-français               |
|        | 1848 - 1848 | James Leslie                  | Canadien-français               |
|        | 1848 - 1851 | George-Étienne Cartier        | Réformiste                      |
|        | 1851 - 1854 | George-Étienne Cartier        | Réformiste                      |
|        | 1854 - 1858 | George-Étienne Cartier        | Réformiste                      |
|        | 1858 - 1861 | George-Étienne Cartier        | Bleu                            |
|        | 1861 - 1863 | Alexandre-Édouard Kierzkowski | Rouge                           |
|        | 1863 - 1863 | Charles-François Painchaud    |                                 |
|        | 1863 - 1867 | Félix Geoffrion               | Rouge                           |